# 西瓦功·布烏東
西瓦功·布烏東（拉丁转写：Sivakorn Pu-Udom，1987年11月26日—）也译普乌东、普乌敦，泰国足球裁判，2013年成为FIFA国际足球裁判。
布烏東资历尚轻，2013年起执法泰国足球顶级赛事泰国足球超级联赛，已入选亚足联的未来裁判员计划。2013年布乌东受中国足协的邀请，赴中国执法了一些中超联赛比赛。他执法的第一场中超比赛是2013年中超联赛第三轮天津泰达与浙江绿城的比赛。2013年中超联赛第六轮北京国安与贵州人和的比赛也由他出任主裁判。第20轮武汉卓尔对长春亚泰的保级关键战由他主吹，足协的译名改为斯瓦康。